# Škoda Eltra
Škoda Eltra je elektromobil z počátku 90. let 20. století, který společně vyvinuly mladoboleslavská a ejpovická Škoda.

## Historie
V roce 1989 se konstruktér Jaromír Vegr zúčastnil závodů elektromobilů ve švýcarském Emmenu. Jeho podomácku zkonstruovaný elektromobil byl poháněn stejnosměrnými elektromotory 2× 25 kW z osmi obyčejných olověných akumulátorů a s velmi jednoduchou regulací – a ke všeobecnému překvapení závod vyhrál. Vzbudil tím zájem švýcarského obchodníka Bruno Frideze, který Vegrovým prostřednictvím požádal v ČSSR o dodání tisícovky bateriových elektromobilů na bázi tehdy nových sériových osobních automobilů Škoda Favorit. Výrobce AZNP však v roce 1989 řešil vlastní existenční problémy a nějakou malosériovou výrobu odmítl, přestože fyzickou přestavbu chtěl provést švýcarský dovozce sám a po AZNP požadoval jen dodání jinak kompletních vozů, ovšem bez spalovacího motoru, palivových a výfukových cest.
Iniciativy se až mnohem později ujala Škoda Plzeň, přesněji řečeno její závod Škoda Engineering s.r.o., závod Ejpovice, kde navrhli provést plnou přestavbu Favorita za pomoci československých komponent (včetně nově vyvinutého elektromotoru z VVÚEST Brno a elektroniky ze Škody Stříbro). Oficiální začátek spolupráce „škodovek“ se udává 17. května 1991. Toto zpoždění na československé straně však znamenalo, že švýcarský trh se mezitím nasytil výrobky od konkurence, takže když v roce 1991 konečně začala malosériová výroba elektromobilů pod označením Škoda Eltra, byl zájem zákazníků o řád nižší a Fridez namísto plánované tisícovky vozů jich prodal ve Švýcarsku jen několik desítek. Další elektromobily se nejrůznějšími cestami podařilo prodat i do Německa, Spojeného království, Norska, Švédska, Finska a Kanady. Asi 40 kusů zůstalo v Česku, přičemž většinu z nich odebrala Česká pošta.
Výroba vozů Eltra byla ukončena v roce 1993, resp. 1994, zároveň s ukončením výroby klasických Favoritů a Pick-upů a jejich nahrazení modelem Felicia. Škoda Auto v té době deklarovala nezájem o další spolupráci na podobných projektech a zároveň si novou smlouvou s podnikem Škoda Plzeň vyhradila používání ochranné známky Škoda v segmentu osobních a malých užitkových automobilů. Celkem tak bylo vyrobeno asi 150 (jiný údaj 200, jiný údaj 1100) elektromobilů Eltra, přičemž do roku 2017 se jich dochovalo nejméně 7 kusů.
Od vozů Eltra byl odvozen ještě funkční vzorek Shortcut, který poptal další švýcarský dovozce SUNEL – Thomas Dinkel. Design vozu navrhl Václav Král, šlo opět o stroj na bázi Favorita, ale s výrazně zkráceným rozvorem a celou karosérií v oblasti (zaniklé) druhé řady sedadel. Tento vůz, vybavený sériovým indukčním motorem na napětí 120 V a švýcarskou regulací BRUSA, nakonec vznikl v jediném exempláři, protože ani pro něj se nepodařilo nalézt další kupce.
Škoda Ejpovice nicméně využila zkušeností k postavení užitkových elektromobilů Škoda Beta, kterých v letech 1995–97 vzniklo asi 100 ks a ze kterých byla vyvinuta dodávka Tatra Beta.

## Koncepce
Jako technický základ vozů Eltra sloužil sériový automobil Škoda Favorit nebo jeho užitková verze Škoda Pick-up:
- ponechání původní karosérie beze změn, s předními polonápravami McPherson a kotoučovými brzdami, se zadní nápravou se zkrutnou příčkou a bubnovými brzdami;
- ponechání původní převodovky, ale se zablokováním pátého rychlostního stupně;
- demontáž spalovacího motoru Škoda 781.136 (46 kW);
- demontáž výfukových a palivových cest;
- demontáž okruhu chladicí vody (vytápěcí okruh ponechán);
- montáž stejnosměrného trakčního elektromotoru;
- instalace sady trakčních akumulátorů a nabíječky;
- úprava elektroinstalace s doplněním silových, ovládacích a signálních obvodů;
- přestavba posilovače brzd na vstup s elektrickou podtlakovou vývěvou;
- u příplatkové výbavy montáž přídavného topení na benzín, naftu nebo plyn (jinak bylo elektrické), s cca 8l nádrží v motorovém prostoru.

Ze sedanu Favorit vznikla Škoda Eltra 151L, z pick-upu Škoda Eltra 151 Pick-up. 

## Technické a užitné charakteristiky
Trakční sériový elektromotor VUES MTH 100L/K s krytím IP10 má jmenovité napětí 84 V / jmenovitý výkon 15,4 kW, existují i verze 72 V / 13 kW nebo 96 V / 18 kW, jmenovité nejvyšší otáčky vždy 5000−1, hmotnost cca 55 kg. Motor má vlastní a náporové chlazení, v případě jeho přehřátí se automaticky spíná nezávisle napájený chladicí ventilátor. Konstrukce elektromotoru neumožňuje změnu směru otáčení. Právě proto byla ve vozidle ponechána původní převodovka, která zařazením zpátečky umožňuje couvání vozu. Okamžitý točivý moment elektromotoru pak dovoluje pro jízdu vpřed nechat trvale zařazený IV. rychlostní stupeň, na nějž je vůz schopen se bezproblémově rozjet. Protože však elektromotor nemá kompresi, je nutné vždy parkovat se zataženou ruční brzdou.
Z prvovýroby jsou trakční baterie olověné, 14 akumulátorů 6 V / 180 Ah propojených sériově, o hmotnosti cca 420 kg a s kapacitou na dojezd cca 80 km, umístěné jsou pod podlahou v zadní části vozu (v místě, kde je u standardních vozů palivová nádrž a rezervní kolo). Později je bylo možné vyměnit za baterie LiFeYPO4 o hmotnosti cca 150 kg a s dojezdem až 250 km. Centrální nabíječka se vstupem 230 V 50 Hz se nachází uvnitř kabiny. Výstup nabíječky 100 V / 22 A napájí trakční baterie, připojený DC/DC měnič na 12 V nabíjí akumulátor palubní sítě. Připojovací síťová šňůra s jednofázovou vidlicí 230 V / 16 A je umístěna ve schránce za přední maskou. Pozdější verze Eltry umožňovaly rekuperační nabíjení při brzdění.
Přístrojový štít má zachovaný rychloměr s počítačem kilometrů, teploměr chladicí kapaliny je přestavěn na teploměr povrchu hnacího motoru. Namísto otáčkoměru se nachází trakční ampérmetr, namísto palivoměru voltmetr trakčních baterií (jednoduchý kapacitoměr).
Kvůli hmotnosti originálních baterií 420 kg klesla u obou modelů užitečná hmotnost na pouhých 280 kg u verze Eltra 151L a 350 kg u verze 151 Pick-up. Protože elektromotor měl oproti spalovacímu motoru asi třetinový nominální výkon, dokázal udělit vozu rychlost jen 80 km/h (spalovací motor 150 km/h). Při spotřebě 20–25 kWh/100 km měl vůz dojezd od 60 do 80 km, přičemž nabíjení trvalo okolo 6 až 12 hodin. Automobil se tak hodil se tak hlavně pro krátkou dopravu v rámci areálu nebo malé oblasti.